# IPhone 7
iPhone 7 este un smartphone proiectat, dezvoltat și comercializat de compania americană Apple Inc. A fost lansat în a doua jumătate a anului 2016. Diagonala și rezoluția ecranului au rămas la fel în comparație cu modelele anterioare: iPhone 6S și iPhone 6s Plus. Grosimea telefonului este de 7,1-7,3 mm, excluzând ușor modulul camerei (două camere în iPhone 7 Plus). Smartphone-urile folosesc numai portul Lightning, după ce au pierdut conectorul tradițional TRRS mini-jack (3,5 mm) pentru conectarea căștilor cu fir. Telefoanele au primit, de asemenea, protecție împotriva apei și a prafului la nivelul IP67.

## Istoric
Înainte de anunțul său oficial, mai multe aspecte ale iPhone 7 au fost zvonuri. Planurile Apple de a scoate conectorul de căști de 3,5 mm au primit o atenție semnificativă pentru mass-media . Alte zvonuri au inclus difuzoare stereo, o opțiune de stocare de 256 gigabyte și o baterie mai mare de 3.100 mAh. Informațiile despre vânzări în primul weekend sunt determinate de volumul livrărilor de dispozitive către magazine, și nu de cererea reală.

## Specificații

Părțile inferioare ale iPhone 6 (partea de sus) și 7 (partea de jos). iPhone 7 a pierdut jack-ul de 3,5 mm TRRS. Conectorul Lightning este vizibil în centru.

iPhone 7 Plus

### Hardware
Telefoane iPhone 7 pare aproape identic cu iPhone 6S, printre diferențele: simetria de la capătul inferior. Dispozitivele sunt disponibile în trei culori tradiționale: «Silver» (argint), «Gold» (aur), «Rose Gold», și două versiuni noi de negru: «Black» și «Jet Black». În martie 2017, în cadrul unei campanii de caritate (RED), a fost prezentată o versiune cu roșu aprins.
În iPhone 7/7 Plus, mecanismul butonului "Acasă" a fost schimbat, spre deosebire de modelele anterioare, a pierdut mecanismul de presare și a devenit complet senzorial și sensibil la forța de presare; răspunsul tactil atunci când este presat este furnizat de vibrația telefonului - așa-numitul  "haptic [en]", implementat cu ajutorul Apple Taptic Engine. A salvat sistemul "Touch 3D" de la 6s.

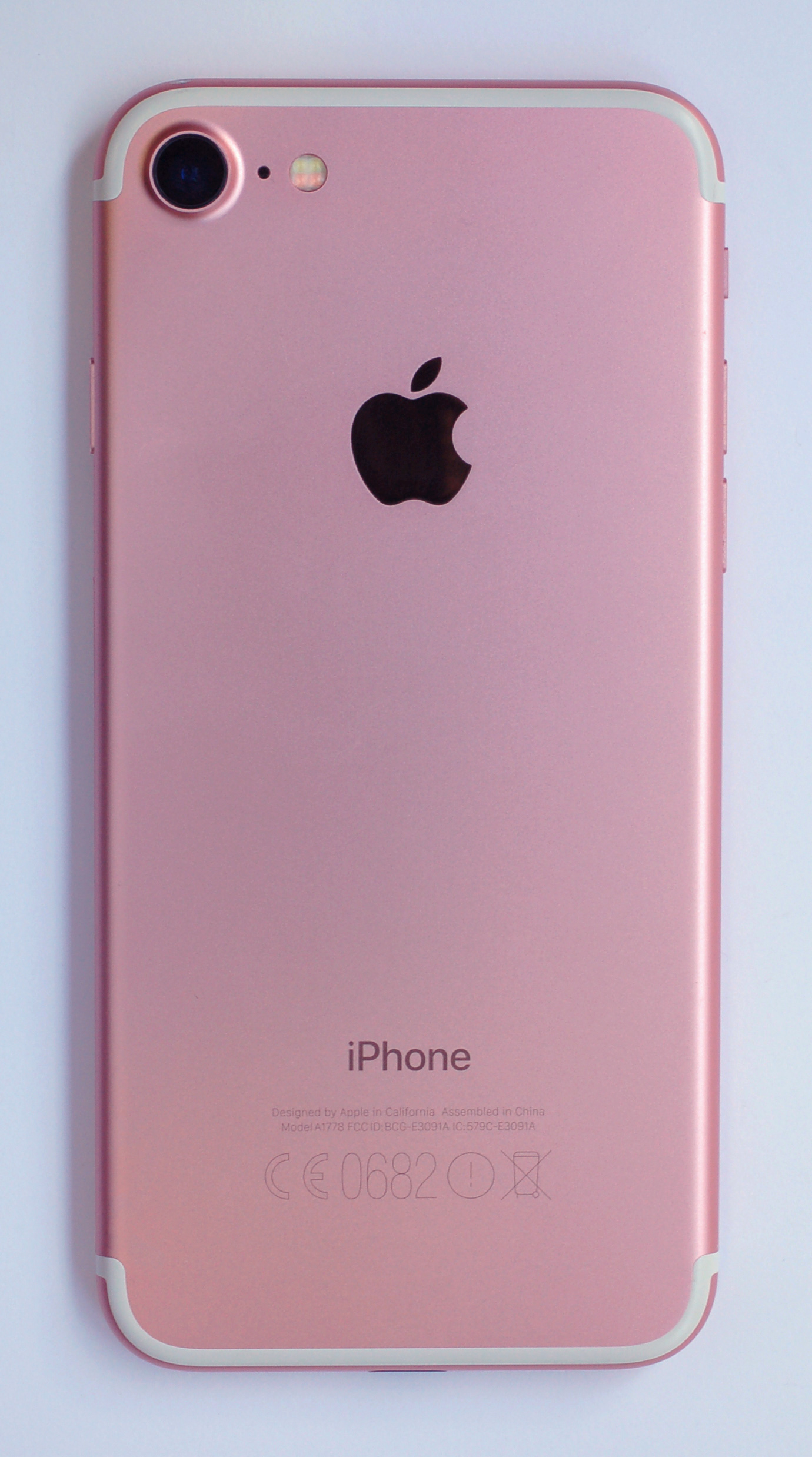
IPhone 7 partea din spate în «Rose Gold»

iPhone 7/7 Plus a pierdut, de asemenea, jack audio TRRS mini-jack (3,5 mm) pentru conectarea căștilor. Compania sugerează să se folosească căști digitale de tip Lightning, fie să treacă la căști wireless AirPods bazate pe Apple W1 sau să utilizeze adaptoarele Lightning pentru TRRS (cel mai simplu adaptor de 10 dolari vine cu telefonul, sunt disponibile adaptoare care vă permit să încărcați căștile).
IPhone 7 este protejat împotriva prafului și a apei la nivelul IP67 (după cum se utilizează, gradul de protecție poate scădea), ceea ce corespunde (în cazul în care condițiile de funcționare sunt îndeplinite) rezistenței totale la praf și protecției împotriva imersiunii pe termen scurt în apă la o adâncime de 1 m. Defecțiunile cauzate de pătrunderea apei în aparat, ca mai înainte, nu sunt acoperite de garanție.
Sistemul Apple A10 "Fusion" constă din 4 nuclee de procesoare, dintre care două sunt procesoare de înaltă performanță și două economii de energie și un procesor grafic cu 6 nuclee. Procesorul este fabricat în conformitate cu tehnologia procesului FinFET 16 de către TSMC. Împreună cu procesorul, microsamblul InFO include 4 cristale de memorie.
Două modele de iPhone 7 diferă în funcție de dimensiune, rezoluția ecranului și numărul de camere. Modelul standard al iPhone 7 are o diagonală de afișare de 4,7 inch, o rezoluție de 1334x750 pixeli; dimensiunea telefonului este 138,3×67,1×7,1 mm, greutatea este de 138 de grame. Telefonul iPhone 7 Plus mărit folosește un ecran de 5,5 inch și rezoluție de 1080p; dimensiunea telefonului este 158,2 × 77,9 × 7,3 mm, greutatea este de 188 grame.
În ambele modele, se utilizează o cameră frontală FaceTime HD cu un nou senzor de rezoluție de 7 MP și o cameră principală iSight cu un senzor de 12 MP. Dispozitivul iPhone 7 Plus are o cameră principală suplimentară de 12 megapixeli cu un obiectiv teleobiectiv care are un zoom optic fix de 2 ori.
Telefoanele sunt echipate cu o memorie flash încorporată cu o capacitate totală de 32 (cu excepția modelului negru lucios Jet Black), 128 sau 256 GB, o parte a volumului fiind ocupată de sistemul de operare și de aplicațiile încorporate.
În funcție de piața țintă, iPhone 7 și iPhone 7 Plus pot sau nu, să fie compatibile cu rețelele CDMA. În primul caz, un modul de comunicare de la Qualcomm este integrat în telefoane, în al doilea - de la Intel. Sprijinul larg pentru benzi LTE, 3G și GSM este implementat în toate versiunile.

### Software
IPhone-ul 7 a fost livrat inițial cu iOS 10 preinstalat. IPhone 7 Plus a primit un mod exclusiv de cameră portret în actualizarea software-ului iOS 10.1. Acest mod de fotografiere este capabil să producă un efect de bokeh utilizând analiza profunzimii câmpului celei de-a doua cameră cu lentile duble din spatele iPhone 7 Plus.

### Accesorii
Fiecare iPhone 7 a venit inițial cu un adaptor Lightning-to-3.5-mm, deși acest lucru a fost omis începând cu data de 12 septembrie 2018. Apple vinde adaptorul în mod independent. Apple a prezentat, de asemenea, mai multe căști fără fir Bluetooth destinate în mod intenționat pentru utilizare cu iPhone 7, inclusiv AirPods, căști fără fir în ureche și trei noi produse pentru căști Beats. Toate cele patru produse utilizează un cip fără fir în interior, cunoscut sub numele de Apple W1, care este proiectat să ofere o operație Bluetooth de joasă putere și integrare cu dispozitive iOS și macOS (deși acestea sunt încă compatibile cu alte dispozitive compatibile Bluetooth).